# Зборівська битва (1917)
Зборівська битва першої світової (нім. Schlacht bei Zborów, чеш., слов. Bitva u Zborova) — битва між російською та Австро-угорською арміями 1—2 липня (17—18 червня за ст. стилем) 1917 року під час Червневого наступу (так званого наступу Керенського). сталася поблизу міста Зборів, у Галичині, на території Австро-Угорщини (нині Тернопільської області). На боці Російської імперії в цій битві вперше брали участь підрозділи сформованого з полонених чехів і словаків Чехословацького легіону. Бій завершився безперечною перемогою російських військ, по суті — єдиною великою перемогою Російської імперії під час наступу Керенського. Перемога під Зборовом також сприяла піднесенню чеської національної самосвідомості.

## Історія
Оскільки в результаті революційної пропаганди в російській армії багато військових частин були ненадійні при переході в наступ, на Зборівському напрямку була задіяна недавно сформована з чехів і словаків Чехословацька стрілецька бригада (Československá střelecká brigáda), що складалася з трьох стрілецьких полків:
- 1-й стрілецький полк Св. Вацлава (пізніше — Яна Гуса).
- 2-й стрілецький полк Їржі з Подєбрад
- 3-й стрілецький полк Яна Жижки з Троцнова

Чехословацька бригада чисельністю в 3500 багнетів була погано озброєна і недостатньо навчена, особливо бракувало кулеметів. Крім цього, під Збаражем вона вперше брала участь у бойових діях як окреме військове з'єднання. Командував бригадою російський полковник В. П. Троянов. Бригада була направлена на ділянку фронту під Зборів, сусідні з нею ділянки займали 4-та і 6-та російські дивізії. Їм протистояли:
- 32-га угорська піхотна дивізія у складі
  - 86-го піхотного полку (з Суботиці)
  - 6-го піхотного полку (з Будапешту)

- 19-та чеська піхотна дивізія в складі:
  - 35-го піхотного полку (з Пльзеня)
  - 75-го піхотного полку (з Їндржихова Градеця)

Австро-угорські частини налічували близько 5.500 чоловік і були досить добре оснащені і озброєні.

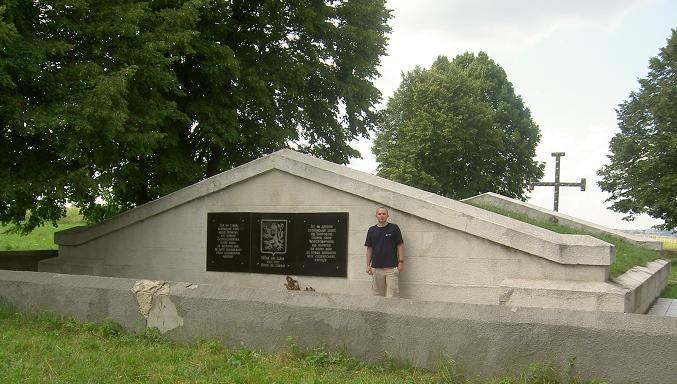
Меморіал полеглим під Зборовом чехословацьким легіонерам, село Калинівка

Загальний наступ почався 1 липня. На світанку другого дня, після інтенсивної артилерійської підготовки, що почалася о 5:15, невеликі групи з чехословацьких легіонерів атакували позиції противника. Після подолання ними лінії загороджень з колючого дроту в бій вступили більші сили. До 15:00 частини легіонерів просунулися вглиб австро-угорського фронту на відстань до 5 кілометрів, розірвавши таким чином австро-угорську оборону. У полон потрапили понад 3300 австрійських військовослужбовців, у тому числі 62 офіцерів. Було захоплено 20 гармат та велику кількість амуніції та озброєнь. Втрати російської сторони склали 184 вбитих і смертельно поранених, близько 700 поранених і 11 зниклих безвісти.

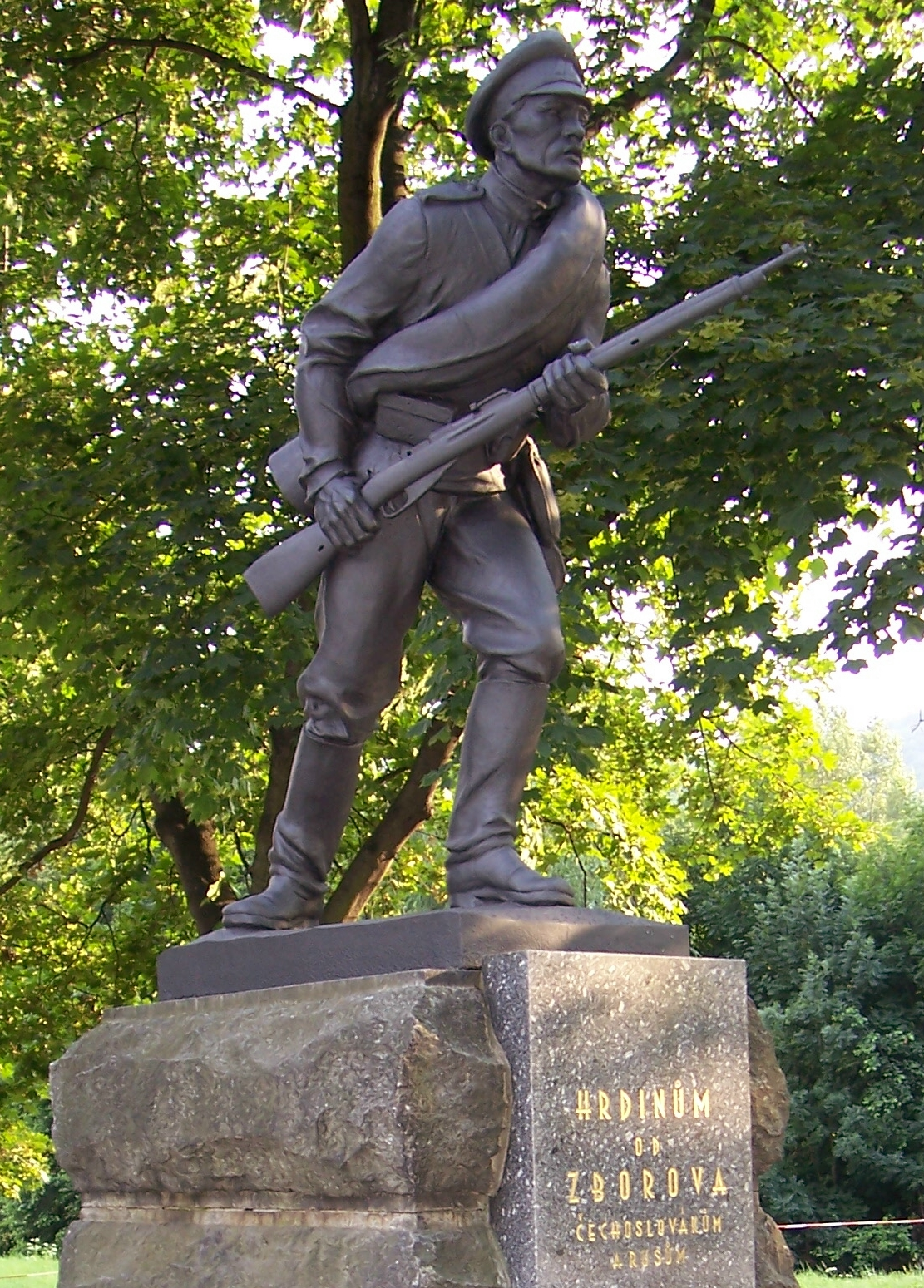
Пам'ятник Героям Зборова в місті Бланско (Чехія)

Перемога в Зборівській битві не зробила істотного впливу на результат в цілому невдалого для Російської імперії Червневого наступу, однак послужила підйому патріотичних почуттів серед населення Чехії та Словаччини. Після успіху під Зборовом Тимчасовий уряд знімає всі обмеження на формування чехословацьких частин на території колишньої Російської імперії. Після цієї битви населення Чехії та Словаччини, що належали імперії Габсбургів також вперше дізналося про існування на території країн Антанти чехословацьких військових підрозділів, які воюють проти Австро-Угорщини (попри те, що австрійська цензура стежила за тим, щоб подібні відомості не проникали до друку).

## Цікаві факти
- У Зборівській битві брали участь 2 майбутні президенти Чехословаччини — Клемент Готвальд на боці Австро-Угорщини і Людвік Свобода на боці Російської імперії.

- За військові заслуги в цій битві 1-й Чехословацький полк Ян Гус отримав від російського командування почесне найменування Полк 18 червня й орденські стрічки св. Георгія на прапор полку.